# Cocculina leptoglypta
Cocculina leptoglypta is een slakkensoort uit de familie van de Cocculinidae. De wetenschappelijke naam van de soort is voor het eerst geldig gepubliceerd in 1897 door Dautzenberg & Fischer H..